# Орозалієв Керімкул Кенжейович
Керімкул Кенжейович Орозалієв (1 травня 1912, село Уч-Емчек Пішпекського повіту Семиріченської області, тепер Таласького району Таласької області, Киргизстан — 17 грудня 2008, місто Бішкек, Киргизстан) — киргизький радянський діяч, секретар ЦК КП(б) Киргизії. Кандидат історичних наук (1955), член-кореспондент Академії наук Киргизької РСР з Відділення суспільних наук (історія КПРС) (з 11.04.1974).

## Біографія
Народився в селянській родині. З 1926 до 1929 року виховувався в дитячому будинку. З 1929 до 1931 року навчався у Фрунзенському педагогічному технікумі Киргизької АРСР.
До 1934 року — начальник сектору культури Управління народно-господарського обліку при Раді народних комісарів Киргизької АРСР. Член ВКП(б).
У 1934—1937 роках — студент Московського історико-архівного інституту.
У 1937—1940 роках — редактор, заступник директора Киргизького державного видавництва; заступник голови Радіокомітету при Раді народних комісарів Киргизької РСР.
У 1940—1942 роках — завідувач сектору друку ЦК КП(б) Киргизії.
У 1942—1944 роках — секретар Фрунзенського обласного комітету КП(б) Киргизії з пропаганди та агітації.
У 1944—1946 роках — слухач Вищої партійної школи при ЦК ВКП(б) у Москві.
У 1946 — березні 1947 року — завідувач відділу пропаганди та агітації ЦК КП(б) Киргизії.
21 березня 1947 — 10 лютого 1949 року — секретар ЦК КП(б) Киргизії з пропаганди та агітації. 14 лютого 1949 — 9 січня 1952 року — секретар ЦК КП(б) Киргизії.
У 1952—1956 роках — заступник голови виконавчого комітету Фрунзенської обласної ради депутатів трудящих.
З 1953 до 1955 року навчався в Академії суспільних наук ЦК КПРС у Москві.
У 1956—1977 роках — директор Інституту історії Академії наук Киргизької РСР.
У 1977—1985 роках — директор Інституту історії партії при ЦК КП Киргизії — філії Інституту марксизму-ленінізму при ЦК КПРС.
З 1985 року — персональний пенсіонер, голова правління Фрунзенської організації товариства «Знання». Фахівець з історії Комуністичної партії Киргизії, автор понад 90 наукових праць, у тому числі 7 монографій.
Помер 17 грудня 2008 року в місті Бішкек.

## Вибрані праці
- Нариси історії історичної науки у радянському Киргизстані (1918—1960 рр.). Фрунзе, 1961. (у співавт.)
- 40 років Киргизької РСР (істор. нарис). Фрунзе, 1966
- Історичний досвід переходу киргизького народу до соціалізму, минаючи капіталізм. Академія наук Киргизької РСР. Інститут історії. Фрунзе: Ілім, 1974
- Киргизька РСР. Фрунзе: Ілім, 1972 (у співавт.)
- У братній співдружності — до комунізму: історичний досвід розвитку Радянського Киргизстану. Фрунзе: Ілім, 1977
- Нариси історії Комуністичної партії Киргизії / Інститут історії при ЦК Компартії Киргизії, філія Інституту марксизму-ленінізму при ЦК КПРС. 1979

## Нагороди
- орден Леніна
- орден Дружби народів
- орден «Знак Пошани»
- медалі
- Державна премія Киргизької РСР у галузі науки та техніки (1970).